# Elsie Maud Wakefield
Elsie Maud Wakefield (née le 3 juillet 1886 et décédée le 17 juin 1972) était une mycologue et phytopathologiste anglaise.

## Contexte et formation
Née à Birmingham, elle est la fille d'un professeur de sciences. Elle a fait ses études à la High School for Girls de Swansea, puis au Somerville College d'Oxford, où elle a obtenu un diplôme de botanique avec mention très bien.

## Carrière en mycologie
Après avoir obtenu son diplôme, Wakefield a reçu une bourse Gilchrist et a travaillé avec le professeur Karl von Tubeuf (en) à  Munich, où elle a entrepris des études culturelles sur les plus gros champignons, publiant son premier article là-bas, en allemand. À son retour en 1910, elle est devenue l'assistante de George Massee (en), responsable de la mycologie et des cryptogames aux jardins botaniques royaux de Kew. À sa retraite en 1915, elle a pris sa place à la tête du département de mycologie.
En 1920, elle profite d'une bourse de voyage du Somerville College pour passer six mois à travailler comme mycologue aux Antilles. Par la suite, elle resta à Kew jusqu'à sa retraite en 1951, travaillant sur les champignons britanniques et tropicaux, avec un intérêt particulier pour les espèces corticoïdes et tomentelloides. Elle était spécialiste des Basidiomycota et reconnue internationalement pour sa connaissance des Aphyllophorales. Pendant cette période, elle a également publié plusieurs articles sur la pathologie végétale. R. W. G. Dennis (en) la rejoignit comme assistant en 1944, devenant chef du département de mycologie à sa retraite.
Elsie Wakefield a été élue présidente de la British Mycological Society en 1929. Elle a reçu l'ordre de l'Empire britannique en 1950,.
Au cours de sa carrière, elle a publié près de 100 articles sur les champignons et la pathologie végétale, ainsi que deux guides de terrain populaires sur les plus gros champignons britanniques. Elle a décrit de nombreuses nouvelles espèces, originaires de Grande-Bretagne et d’outre-mer. Les genres fongiques Wakefieldia (en) et Wakefieldiomyces (en) portent son nom, tout comme les espèces Aleurodiscus wakefieldiae, Amaurodon wakefieldiae, Brachysporium wakefieldiae, Crepidotus wakefieldiae, Hypochnicium wakefieldiae, Pneumocystis wakefieldiae, Poria wakefieldiae, Postia wakefieldiae et Thelephora wakefieldiae.
Wakefield est considérée comme étant « l'une des mycologues britanniques les plus influentes de sa génération ».

## Publications sélectionnées
- E M. Wakefield, Kew bulletin of miscellaneous information, 1912
- A. D. Cotton et E. M. Wakefield, « A revision of the British Clavariae », Transactions of the British Mycological Society, vol. 6,‎ 1919, p. 164-198
- E. M. Wakefield, « Mosaic diseases of plants », West Indian Bulletin, vol. 18,‎ 1921, p. 197-206
- W. Buddin et E.M. Wakefield, « Studies on Rhizoctonia crocorum and Helicobasidium purpureum », Transactions of the British Mycological Society, vol. 12,‎ 1927, p. 116-140
- Ministry of Agriculture and Fisheries, Bulletin 23: Edible and poisonous fungi, HMSO, 1945
- E. M. Wakefield et R. W. G. Dennis, Common British fungi, Londres, Gawthorn, 1950
- E. M. Wakefield, The observers' book of common fungi, Londres, Warne, 1954
- E. M. Wakefield, « Tomentelloideae in the British Isles », Transactions of the British Mycological Society, vol. 53,‎ 1969, p. 161-206

## Éponymie
Wakef est l’abréviation botanique standard de Elsie Maud Wakefield.
Consulter la liste des abréviations d'auteur en botanique ou la liste des plantes assignées à cet auteur par l'IPNI, la liste des champignons assignés par MycoBank, la liste des algues assignées par l'AlgaeBase et la liste des fossiles assignés à cet auteur par l'IFPNI.